# Chelsfield

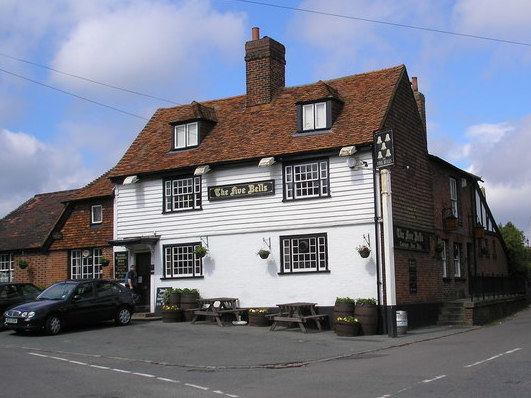
Le pub The Five Bells à Chesfield.

Chesfield est une paroisse et un village dans le district de Bromley à Londres, au Royaume-Uni.
Le village est enregistré dans le Domesday Book de 1086 sous le nom Cillesfelle, qui signifie « terre d'un homme appelé Cēol ».